# غوتهيلف هاغن
غوتهيلف هاغن (بالألمانية: Gotthilf Heinrich Ludwig Hagen)‏ (و. 1797 – 1884 م) هو فيزيائي، ومهندس مدني، ومهندس من ألمانيا . ولد في كونيغسبرغ. وكان عضواً في الأكاديمية البروسية للعلوم .
توفي في برلين، عن عمر يناهز 87 عاماً.

## التعليم
تعلم في جامعة كونيغسبرغ

## روابط خارجية
- غوتهيلف هاغن على موقع الموسوعة البريطانية (الإنجليزية)